# Palma Campania
Palma Campania es un municipio italiano situado en la ciudad metropolitana de Nápoles, en Campania. A finales de mayo de 2023, la población se estimaba en 16.238 habitantes.

## Evolución demográfica
| Gráfica de evolución demográfica de Palma Campania entre 1861 y 2023 |
|                                                                      |
| Fuente: ISTAT - Elaboración gráfica de Wikipedia                     |